# Особняк Маргариты Морозовой
Особняк Маргариты Морозовой — здание, памятник истории и архитектуры в Москве. Объект культурного наследия народов России федерального значения.

## История
В начале XIX века владелицей этого земельного участка была генеральша А.П. Глазова, супруга героя штурма Очакова генерал-майора П.М. Глазова. Здесь располагалась её усадьба. В 1879 году вместо старого здания было возведено новое по проекту архитектора Александра Ивановича Резанова, ректора по архитектуре в Академии художеств, по заказу К. С. Попова, торговца чаем, построившего первые чайные плантации на Кавказе. В 1894 году здание перестроили по проекту архитектора Виктора Александровича Мазырина по заказу Михаила Абрамовича Морозова, фабриканта. Когда Морозов умер, его дом достался его жене Маргарите Кирилловне.
В начале XX века хозяевами стали фабриканты Ушковы. Затем особняк национализировали, и здесь стал работать клуб Октябрьской революции. В 1920-х годах здесь находится райком партии, позднее филиал Дома пионеров Киевского района.
В конце советского периода особняк был закреплен за Верховным Советом СССР, а после его роспуска  — за Управлением делами президента России. С 1993 по 2015 годы здание арендовал банк «Российский кредит». С 2017 года в особняке размещается Российский институт стратегических исследований.
В январе 2019 года завершилась реставрация фасадов особняка Маргариты Морозовой, которая проходила в 2017-18 годах.

## Архитектура
По идее архитектора внешний вид дома относится к эпохе эклектика, стиль неогрек. Однако интерьер выдержан в стиле ампир. В 1894 году архитектор — В. А. Мазырин. При перестройке внешний вид фасада остался выдержан в стиле неогрек. Построены два флигеля, соединённые с особняком. В доме есть комната, названная египетской, где находились сфинксы и саркофаг с мумией.

## Известные гости
В доме часто гостил художник В. А. Серов, где он и проиллюстрировал Морозова. При Маргарите Кирилловне в доме собирались: композитор Александр Скрябин, певец Леонид Собинов, поэт Андрей Белый, посвятивший Морозовой поэму и стихотворения.